# Admiralen Peak
Der Admiralen Peak (in Argentinien Pico Puño ‚Faustgipfel‘, in Chile Cerro Le Poing) ist ein 305 m hoher Berggipfel, der rund 1 km südsüdwestlich des Crépin Point auf der Westseite der Admiralty Bay von King George Island im Archipel der Südlichen Shetlandinseln aufragt.
Der französische Polarforscher Jean-Baptiste Charcot benannte im Rahmen der Fünften Französischen Antarktisexpedition (1908–1910) ein Objekt in diesem Gebiet als Le Poing (französisch für Die Faust). Da dieser jedoch nicht eindeutig einem der hier anzutreffenden vier Berggipfeln zugeordnet werden konnte, hat sich die Benennung nicht durchgesetzt. Das UK Antarctic Place-Names Committee benannte 1960 den hier beschriebenen Berggipfel nach der Admiralen, dem ersten modernen Fabrikschiff für den Walfang, das 1906 in der Admiralty Bay im Einsatz war.